# Văn Đẩu
Văn Đẩu là một phường thuộc quận Kiến An, thành phố Hải Phòng, Việt Nam.
Phường Văn Đẩu có diện tích 4,37 km², dân số năm 1999 là 11270 người, mật độ dân số đạt 2579 người/km².